# Медаль Мхитара Гераци
Медаль Мхитара Гераци — государственная награда Республики Армения.
Медаль Мхитара Гераци присуждается за заслуги в деле развития здравоохранения Республики Армения, высокий уровень выполнения работы, а также за значимые заслуги в благотворительной деятельности.
Медалью Мхитара Гераци награждаются гражданские и военные врачи, младший и средний медперсонал, фармацевты, а также благотворители и другие лица.
Закон «О медали Мхитара Гераци» действует с 26 июля 1993 года.

## Награждённые медалью
В период правления Президента Армении С. Саргсяна (с 9 апреля 2008 года), медалью были награждены 88 человек, все — прижизненно.
Из 88 награждённых: 69 — граждане Армении, 19 — иностранных государств (6 граждан США, 5 — Аргентины, по 3 — Франции и Сирии, по 1 — Канады и Австралии).
30 из награждённых — женщины.